# Lorraine Baines McFly
Lorraine McFly, nata Baines, è un personaggio immaginario di Ritorno al futuro, madre di Marty McFly e moglie di George McFly, interpretato da Lea Thompson.

## Biografia del personaggio
Lorraine nasce nel 1938 a Hill Valley, California.
Nel 1985 originale è una donna imbruttita, alcolizzata e fumatrice, non sopporta Jennifer Parker e il fatto che lei telefoni a suo figlio, perché dice che ai suoi tempi erano i ragazzi che andavano a cercare le ragazze e non il contrario.
Nel 1985 modificato è una bella donna, abbastanza magra, non fuma, non beve e dichiara che Jennifer le piace molto.

### Lorraine nel 1955
(Lorraine rivolgendosi a Marty nel primo episodio)
Quando Marty arriva nel 1955, vede George McFly (che sarebbe in seguito diventato suo padre) essere investito dall'auto del padre di Lorraine, e lo salva, finendo per essere investito al suo posto. Soccorso dalla famiglia di Lorraine (che invece nel 1955 originario aveva soccorso George, di cui Lorraine aveva finito per innamorarsi), viene così portato in casa, e la madre da ragazza, il cui aspetto stupisce Marty dal momento che è molto snella, lo chiama Levi Strauss (nelle edizioni italiana e spagnola; Calvin Klein nell'edizione in lingua originale, Pierre Cardin in quella francese) per via dell'etichetta presente sugli abiti del ragazzo, che lei crede sia il suo nome. Lorraine si innamora di lui e Marty deve fare di tutto per sistemare gli eventi, in modo che i suoi genitori si fidanzino (se ciò non avvenisse Marty e i suoi fratelli non nascerebbero mai). Ad ostacolare i fatti ci pensa Biff Tannen, innamorato di Lorraine. Alla fine però Marty riuscirà a far innamorare i futuri genitori e ritornerà da "Doc" Emmett Brown non prima di aver detto loro: «Se doveste avere un figlio e quello a otto anni desse fuoco al tappeto, siate buoni con lui» .

### Lorraine nel 1985 alternativo
Nel 1985 alternativo, dove Biff è ricchissimo grazie alle scommesse sugli eventi di cui sapeva in anticipo i risultati, piazzate grazie all'almanacco sportivo comprato nel 2015 da Marty, Lorraine è sua moglie ed è stata soggetta a interventi di chirurgia plastica, per ordine di Biff, dopo che quest'ultimo ha ucciso George McFly con un colpo di pistola.